# كايوبي فرانسيسكو دا سيلفا
كايوبي فرانسيسكو دا سيلفا (بالبرتغالية: Caiuby Francisco da Silva) (14 يوليو 1988 ساو باولو البرازيل - ) هو لاعب كرة قدم برازيلي، يلعب كمهاجم.

## روابط خارجية
- كايوبي فرانسيسكو دا سيلفا على موقع قاعدة بيانات كرة القدم.إي يو (الإنجليزية)
- كايوبي فرانسيسكو دا سيلفا على موقع بيانات كرة القدم. دي إي (الألمانية)
- كايوبي فرانسيسكو دا سيلفا على موقع Soccerway.com (الإنجليزية)
- كايوبي فرانسيسكو دا سيلفا على موقع عالم كرة القدم.نت (الإنجليزية)
- كايوبي فرانسيسكو دا سيلفا على موقع AS.com (الإسبانية)